# Harvy Ossété
Mick Harvy Itali Ossété (18 agosto 1999) è un calciatore della Repubblica del Congo, centrocampista del Saint Éloi Lupopo e della nazionale congolese.

## Carriera

### Nazionale
Ha debuttato con la nazionale del Congo il 10 febbraio 2019, nell'amichevole pareggiata per 1-1 contro la Thailandia.

## Statistiche

### Cronologia presenze e reti in nazionale
| Cronologia completa delle presenze e delle reti in nazionale ― Rep. del Congo | Cronologia completa delle presenze e delle reti in nazionale ― Rep. del Congo | Cronologia completa delle presenze e delle reti in nazionale ― Rep. del Congo | Cronologia completa delle presenze e delle reti in nazionale ― Rep. del Congo | Cronologia completa delle presenze e delle reti in nazionale ― Rep. del Congo | Cronologia completa delle presenze e delle reti in nazionale ― Rep. del Congo | Cronologia completa delle presenze e delle reti in nazionale ― Rep. del Congo | Cronologia completa delle presenze e delle reti in nazionale ― Rep. del Congo |
| Data                                                                          | Città                                                                         | In casa                                                                       | Risultato                                                                     | Ospiti                                                                        | Competizione                                                                  | Reti                                                                          | Note                                                                          |
| ----------------------------------------------------------------------------- | ----------------------------------------------------------------------------- | ----------------------------------------------------------------------------- | ----------------------------------------------------------------------------- | ----------------------------------------------------------------------------- | ----------------------------------------------------------------------------- | ----------------------------------------------------------------------------- | ----------------------------------------------------------------------------- |
| 22-9-2019                                                                     | Malabo                                                                        | Guinea Equatoriale                                                            | 2 – 2                                                                         | Rep. del Congo                                                                | Qual. CHAN 2020                                                               | -                                                                             |                                                                               |
| 10-10-2019                                                                    | Bangkok                                                                       | Thailandia                                                                    | 1 – 1                                                                         | Rep. del Congo                                                                | Amichevole                                                                    | -                                                                             | 45’                                                                           |
| 20-10-2019                                                                    | Brazzaville                                                                   | Rep. del Congo                                                                | 1 – 0                                                                         | Guinea Equatoriale                                                            | Qual. CHAN 2020                                                               | -                                                                             |                                                                               |
| 13-11-2019                                                                    | Dakar                                                                         | Senegal                                                                       | 2 – 0                                                                         | Rep. del Congo                                                                | Qual. Coppa d'Africa 2021                                                     | -                                                                             | 13’                                                                           |
| 17-11-2019                                                                    | Brazzaville                                                                   | Rep. del Congo                                                                | 3 – 0                                                                         | Guinea-Bissau                                                                 | Qual. Coppa d'Africa 2021                                                     | -                                                                             |                                                                               |
| 12-11-2020                                                                    | Brazzaville                                                                   | Rep. del Congo                                                                | 2 – 0                                                                         | eSwatini                                                                      | Qual. Coppa d'Africa 2021                                                     | -                                                                             |                                                                               |
| 16-11-2020                                                                    | Manzini                                                                       | eSwatini                                                                      | 0 – 0                                                                         | Rep. del Congo                                                                | Qual. Coppa d'Africa 2021                                                     | -                                                                             |                                                                               |
| 17-1-2021                                                                     | Kinshasa                                                                      | RD del Congo                                                                  | 1 – 0                                                                         | Rep. del Congo                                                                | Campionato delle Nazioni Africane 2020                                        | -                                                                             |                                                                               |
| 21-1-2021                                                                     | Brazzaville                                                                   | Rep. del Congo                                                                | 1 – 1                                                                         | Niger                                                                         | Campionato delle Nazioni Africane 2020                                        | -                                                                             | 40’                                                                           |
| 25-1-2021                                                                     | Brazzaville                                                                   | Rep. del Congo                                                                | 1 – 0                                                                         | Libia                                                                         | Campionato delle Nazioni Africane 2020                                        | -                                                                             | 65’                                                                           |
| 26-3-2021                                                                     | Brazzaville                                                                   | Rep. del Congo                                                                | 0 – 0                                                                         | Senegal                                                                       | Qual. Coppa d'Africa 2021                                                     | -                                                                             | 76’                                                                           |
| 30-3-2021                                                                     | Bissau                                                                        | Guinea-Bissau                                                                 | 3 – 0                                                                         | Rep. del Congo                                                                | Qual. Coppa d'Africa 2021                                                     | -                                                                             |                                                                               |
| 9-6-2021                                                                      | Antalya                                                                       | Niger                                                                         | 0 – 1                                                                         | Rep. del Congo                                                                | Amichevole                                                                    | -                                                                             | 78’                                                                           |
| 2-9-2021                                                                      | Bakau                                                                         | Namibia                                                                       | 1 – 1                                                                         | Rep. del Congo                                                                | Qual. Mondiali 2022                                                           | -                                                                             | 62’                                                                           |
| 12-10-2021                                                                    | Brazzaville                                                                   | Rep. del Congo                                                                | 1 – 2                                                                         | Togo                                                                          | Qual. Mondiali 2022                                                           | -                                                                             | 66’                                                                           |
| 11-11-2021                                                                    | Brazzaville                                                                   | Rep. del Congo                                                                | 1 – 1                                                                         | Namibia                                                                       | Qual. Mondiali 2022                                                           | -                                                                             | 86’                                                                           |
| 14-11-2021                                                                    | Dakar                                                                         | Senegal                                                                       | 2 – 0                                                                         | Rep. del Congo                                                                | Qual. Mondiali 2022                                                           | -                                                                             | 77’                                                                           |
| 29-3-2022                                                                     | Brazzaville                                                                   | Rep. del Congo                                                                | 1 – 2                                                                         | Sierra Leone                                                                  | Amichevole                                                                    | -                                                                             |                                                                               |
| 4-6-2022                                                                      | Bamako                                                                        | Mali                                                                          | 4 – 0                                                                         | Rep. del Congo                                                                | Qual. Coppa d'Africa 2023                                                     | -                                                                             | 80’                                                                           |
| 8-6-2022                                                                      | Brazzaville                                                                   | Rep. del Congo                                                                | 1 – 0                                                                         | Gambia                                                                        | Qual. Coppa d'Africa 2023                                                     | -                                                                             |                                                                               |
| 28-8-2022                                                                     | Brazzaville                                                                   | Rep. Centrafricana                                                            | 2 – 1                                                                         | Rep. del Congo                                                                | Qual. CHAN 2022                                                               | -                                                                             |                                                                               |
| 4-9-2022                                                                      | Brazzaville                                                                   | Rep. del Congo                                                                | 1 – 0                                                                         | Rep. Centrafricana                                                            | Qual. CHAN 2022                                                               | -                                                                             |                                                                               |
| 24-9-2022                                                                     | Brazzaville                                                                   | Rep. del Congo                                                                | 3 – 3                                                                         | Madagascar                                                                    | Amichevole                                                                    | -                                                                             | 64’                                                                           |
| 27-9-2022                                                                     | Mohammedia                                                                    | Rep. del Congo                                                                | 0 – 2                                                                         | Mauritania                                                                    | Amichevole                                                                    | -                                                                             |                                                                               |
| 23-3-2023                                                                     | Brazzaville                                                                   | Rep. del Congo                                                                | 1 – 2                                                                         | Sudan del Sud                                                                 | Qual. Coppa d'Africa 2023                                                     | -                                                                             |                                                                               |
| 27-3-2023                                                                     | Dar es Salaam                                                                 | Sudan del Sud                                                                 | 0 – 1                                                                         | Rep. del Congo                                                                | Qual. Coppa d'Africa 2023                                                     | -                                                                             | 89’                                                                           |
| 18-6-2023                                                                     | Brazzaville                                                                   | Rep. del Congo                                                                | 0 – 2                                                                         | Mali                                                                          | Qual. Coppa d'Africa 2023                                                     | -                                                                             | 71’                                                                           |
| 10-9-2023                                                                     | Marrakech                                                                     | Gambia                                                                        | 2 – 2                                                                         | Rep. del Congo                                                                | Qual. Coppa d'Africa 2023                                                     | -                                                                             | 65’                                                                           |
| 15-10-2024                                                                    | Brazzaville                                                                   | Rep. del Congo                                                                | 1 – 1                                                                         | Sudafrica                                                                     | Qual. Coppa d'Africa 2025                                                     | -                                                                             | 57’                                                                           |
| 14-11-2024                                                                    | Juba                                                                          | Sudan del Sud                                                                 | 3 – 2                                                                         | Rep. del Congo                                                                | Qual. Coppa d'Africa 2025                                                     | -                                                                             |                                                                               |
| 19-11-2024                                                                    | Brazzaville                                                                   | Rep. del Congo                                                                | 0 – 1                                                                         | Uganda                                                                        | Qual. Coppa d'Africa 2025                                                     | -                                                                             |                                                                               |
| Totale                                                                        |                                                                               | Presenze                                                                      | 31                                                                            |                                                                               | Reti                                                                          | 0                                                                             |                                                                               |